# Monte Hotaka (Nagano, Gifu)
O Monte Hotaka (em japonês 穂高岳, Hotaka-dake) é a uma montanha na ilha de Honshu e uma das 100 montanhas célebres do Japão, com uma altitude de 3190 m. Trata-se de um pico piramidal nas Montanhas de Hida, e integra-se no Parque Nacional Chūbu-Sangakuark.
O monte Hotaka tem vários picos: monte Okuhotaka (奥穂高岳, Okuhotaka-dake) — o mais alto das montanhas de Hida e o terceiro mais alto do Japão depois do monte Fuji e do monte Kita —, monte Karasawa (涸沢岳, Karasawa-dake), monte Kitahotaka (北穂高岳, Kitahotaka-dake) — segundo em altitude —, mont Maehotaka (前穂高岳, Maehotakadake), monte Myōjin (明神岳, Myōjin-dake), monte Nishihotaka (西穂高岳, Nishihotaka-dake), monte Aino (間ノ岳, Aino-dake) e Gamadafuji (蒲田富士, Gamadafuji).

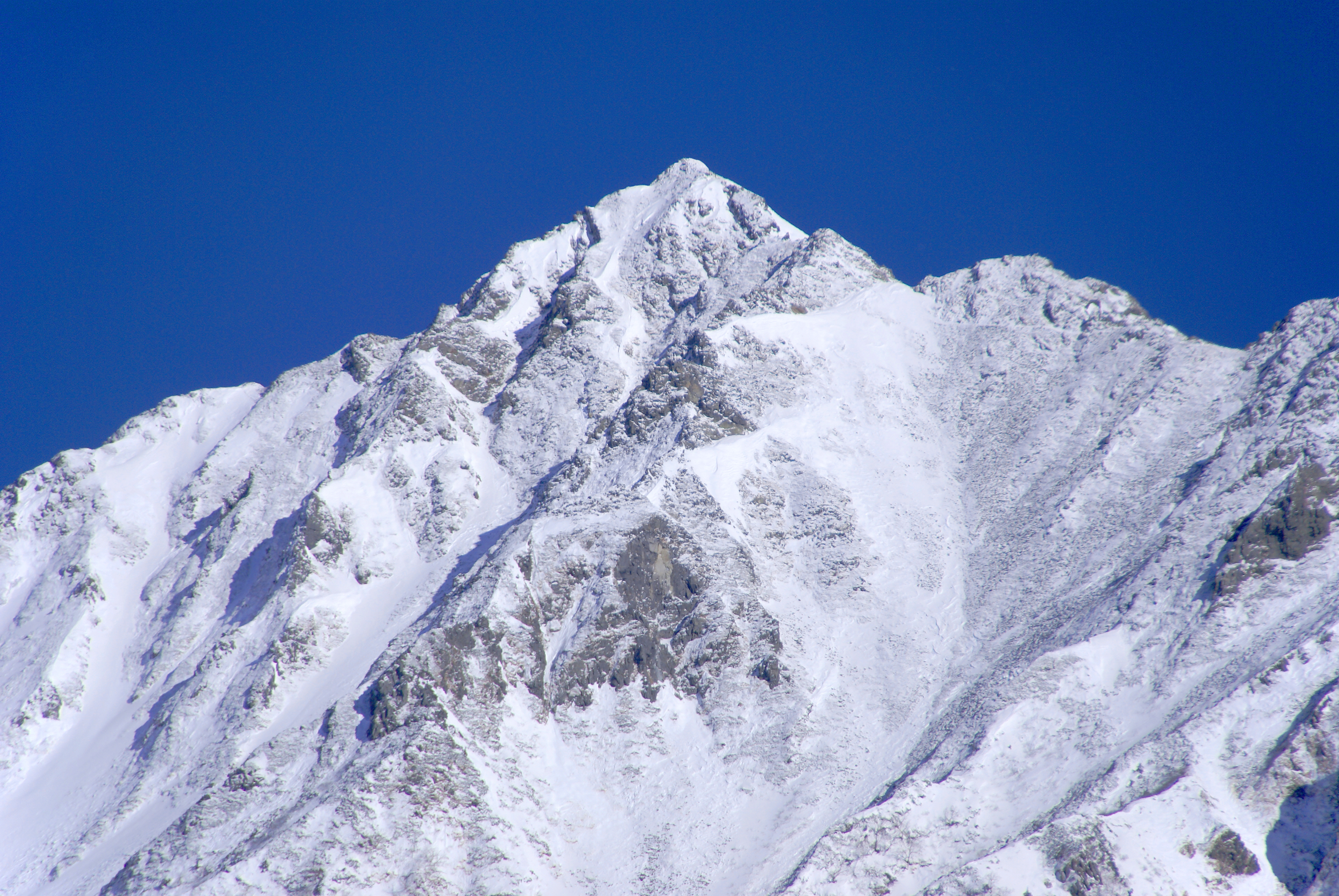
Vista sobre o monte Nishihotaka (西穂高岳, Nishihotaka-dake).